# Astragalus kordloricus
Astragalus kordloricus es una especie de planta del género Astragalus, de la familia de las leguminosas, orden Fabales.

## Distribución
Astragalus kordloricus se distribuye por Irán.

## Taxonomía
Fue descrita científicamente por Zarre. Fue publicada en Fl. Iranica [Rechinger] 177: 34 (tab. 6) (2008).